# Leptolalax kajangensis
Leptolalax kajangensis és una espècie d'amfibi que viu a Malàisia.